# Trophée du meilleur jeune joueur de l'année de la MLS
Le trophée du meilleur jeune joueur de l'année (auparavant le trophée de la recrue de l'année) est une récompense individuelle décernée chaque année par la Major League Soccer, la première division nord-américaine de football. De 1996 à 2019, il est décerné à la meilleure recrue ou rookie de la saison écoulée. À partir de la saison 2020, il est décerné au meilleur joueur de 22 ans ou moins quel que soit son nombre d'années dans le championnat.

## Palmarès

### Trophée de la recrue de l'année (1996-2019)
| Saison | Joueur             | Poste             | Nationalité | Équipe                               | Choix de repêchage | Origine                            |
| ------ | ------------------ | ----------------- | ----------- | ------------------------------------ | ------------------ | ---------------------------------- |
| 1996   | Steve Ralston      | Milieu de terrain | États-Unis  | Mutiny de Tampa Bay                  | 18                 | 1996 MLS College Draft             |
| 1997   | Mike Duhaney       | Défenseur         | États-Unis  | Mutiny de Tampa Bay                  | 87                 | Repêchage inaugural de la MLS 1996 |
| 1998   | Ben Olsen          | Milieu de terrain | États-Unis  | D.C. United                          | N/A                | Project-40                         |
| 1999   | Jay Heaps          | Défenseur         | États-Unis  | Fusion de Miami                      | 2                  | MLS College Draft 1999             |
| 2000   | Carlos Bocanegra   | Défenseur         | États-Unis  | Fire de Chicago                      | 4                  | MLS SuperDraft 2000                |
| 2001   | Rodrigo Faria      | Attaquant         | Brésil      | MetroStars                           | 13                 | MLS SuperDraft 2001                |
| 2002   | Kyle Martino       | Milieu de terrain | États-Unis  | Crew de Columbus                     | 8                  | MLS SuperDraft 2002                |
| 2003   | Damani Ralph       | Attaquant         | Jamaïque    | Fire de Chicago                      | 18                 | MLS SuperDraft 2003                |
| 2004   | Clint Dempsey      | Milieu de terrain | États-Unis  | Revolution de la Nouvelle-Angleterre | 8                  | MLS SuperDraft 2004                |
| 2005   | Michael Parkhurst  | Défenseur         | États-Unis  | Revolution de la Nouvelle-Angleterre | 9                  | MLS SuperDraft 2005                |
| 2006   | Jonathan Bornstein | Défenseur         | États-Unis  | Chivas USA                           | 37                 | MLS SuperDraft 2006                |
| 2007   | Maurice Edu        | Milieu de terrain | États-Unis  | Toronto FC                           | 1                  | MLS SuperDraft 2007                |
| 2008   | Sean Franklin      | Défenseur         | États-Unis  | Galaxy de Los Angeles                | 4                  | MLS SuperDraft 2008                |
| 2009   | Omar Gonzalez      | Défenseur         | États-Unis  | Galaxy de Los Angeles                | 3                  | MLS SuperDraft 2009                |
| 2010   | Andy Najar         | Milieu de terrain | Honduras    | D.C. United                          | N/A                | Homegrown Player                   |
| 2011   | C. J. Sapong       | Attaquant         | États-Unis  | Sporting Kansas City                 | 10                 | MLS SuperDraft 2011                |
| 2012   | Austin Berry       | Défenseur         | États-Unis  | Fire de Chicago                      | 9                  | MLS SuperDraft 2012                |
| 2013   | Dillon Powers      | Milieu de terrain | États-Unis  | Rapids du Colorado                   | 11                 | MLS SuperDraft 2013                |
| 2014   | Tesho Akindele     | Attaquant         | Canada      | FC Dallas                            | 6                  | MLS SuperDraft 2014                |
| 2015   | Cyle Larin         | Attaquant         | Canada      | Orlando City SC                      | 1                  | MLS SuperDraft 2015                |
| 2016   | Jordan Morris      | Attaquant         | États-Unis  | Seattle Sounders FC                  | N/A                | Homegrown Player                   |
| 2017   | Julian Gressel     | Attaquant         | Allemagne   | Atlanta United                       | 8                  | MLS SuperDraft 2017                |
| 2018   | Corey Baird        | Attaquant         | États-Unis  | Real Salt Lake                       | N/A                | Homegrown Player                   |
| 2019   | Andre Shinyashiki  | Attaquant         | Brésil      | Colorado Rapids                      | 5                  | MLS SuperDraft 2019                |

### Trophée du meilleur jeune joueur de l'année (2020-)
| Saison | Joueur         | Poste             | Nationalité | Équipe         | Age |
| ------ | -------------- | ----------------- | ----------- | -------------- | --- |
| 2020   | Diego Rossi    | Attaquant         | Uruguay     | Los Angeles FC | 22  |
| 2021   | Ricardo Pepi   | Attaquant         | États-Unis  | FC Dallas      | 18  |
| 2022   | Jesús Ferreira | Attaquant         | États-Unis  | FC Dallas      | 21  |
| 2023   | Thiago Almada  | Milieu de terrain | Argentine   | Atlanta United | 22  |
| 2024   | Diego Luna     | Milieu de terrain | États-Unis  | Real Salt Lake | 21  |

## Récompense par poste
| Poste             | Titres |
| ----------------- | ------ |
| Attaquant         | 11     |
| Défenseur         | 8      |
| Milieu de terrain | 10     |
| Gardien de but    | 0      |

## Titres par nationalité
| Nationalité | Titres |
| ----------- | ------ |
| États-Unis  | 20     |
| Brésil      | 2      |
| Canada      | 2      |
| Argentine   | 1      |
| Allemagne   | 1      |
| Honduras    | 1      |
| Jamaïque    | 1      |
| Uruguay     | 1      |

## Titres par équipe
| Équipe                               | Titres |
| ------------------------------------ | ------ |
| Fire de Chicago                      | 3      |
| FC Dallas                            | 3      |
| Atlanta United                       | 2      |
| D.C. United                          | 2      |
| Galaxy de Los Angeles                | 2      |
| Revolution de la Nouvelle-Angleterre | 2      |
| Mutiny de Tampa Bay                  | 2      |
| Rapids du Colorado                   | 2      |
| Los Angles FC                        | 2      |
| Real Salt Lake                       | 2      |
| Chivas USA                           | 1      |
| Crew de Columbus                     | 1      |
| MetroStars                           | 1      |
| Fusion de Miami                      | 1      |
| Orlando City SC                      | 1      |
| Sporting Kansas City                 | 1      |
| Toronto FC                           | 1      |
| Seattle Sounders FC                  | 1      |